# Eric Van Lancker
Eric Van Lancker (Oudenaarde, Flandes Oriental, 30 d'abril de 1961) és un ciclista belga, ja retirat, que fou professional entre 1984 i 1995.
Durant la seva carrera aconseguí 23 victòries, destacant una etapa al Giro d'Itàlia de 1986, l'Amstel Gold Race de 1989 i la Lieja-Bastogne-Lieja de 1990.
Un cop retirat ha exercit de director esportiu en diferents equips, com ara el Farm Frites, l'US Postal, el Davitamon-Lotto o el Garmin-Cervélo.

## Palmarès
- 1985
  - 1r a la Milk Race i vencedor de 2 etapes
  - Vencedor d'una etapa de la Volta a Dinamarca
- 1986
  - Vencedor de 2 etapes de la París-Niça
  - Vencedor d'una etapa del Giro d'Itàlia
  - Vencedor d'una etapa de la Volta a Suïssa
- 1987
  - Vencedor d'una etapa del Gran Premi Guillem Tell
- 1988
  - Vencedor d'una etapa de la Volta a Bèlgica
  - Vencedor d'una etapa de la Volta a Cantàbria
- 1989
  - 1r a l'Amstel Gold Race
  - Vencedor d'una etapa de la Volta al País Basc
- 1990
  - 1r a la Lieja-Bastogne-Lieja
- 1991
  - 1r al Gran Premi de les Amèriques
  - 1r a la Wincanton Classic
- 1992
  - Vencedor de 2 etapes del Tour de Vaucluse
- 1994
  - 1r a la Brussel·les-Ingooigem

### Resultats al Tour de França
- 1986. 89è de la classificació general
- 1987. 56è de la classificació general
- 1988. 74è de la classificació general
- 1990. 100è de la classificació general
- 1991. 84è de la classificació general
- 1992. Abandona (8a etapa)
- 1994. Abandona (18a etapa)

### Resultats al Giro d'Itàlia
- 1986. 14è de la classificació general. Vencedor d'una etapa
- 1989. 74è de la classificació general
- 1993. 68è de la classificació general